# Лядов, Виктор Иванович
Виктор Иванович Лядов (18 февраля 1966, Энгельс, Саратовская область ― 8 сентября 2024, Москва) ― советский и российский пианист.
Окончил Московскую консерваторию. В середине 1990-х стал лауреатом ряда международных конкурсов, в том числе победителем Международного конкурса пианистов в Хамамацу (1994). В дальнейшем продолжил международную карьеру — так, рецензент его гастролей в Эквадоре в 2003 году отмечает способность Лядова «сочетать виртуозность и чувственность». Записал альбом произведений Франца Листа.

## Биография
Виктор Иванович Лядов родился в 1966 году, в г. Энгельсе Саратовской области. Первые музыкальные шаги сделал в ДШИ № 1 в классе Заслуженного работника культуры Н. Ф. Толкачёвой, и уже в 11 лет выиграл областной конкурс, исполняя Концерт № 1 Бетховена с Саратовским симфоническим оркестром. С 1979 г. Виктор учился в Центральной музыкальной школе (Москва) у В. В. Бунина. В Московской государственной консерватории, где он обучался с 1984 г., наставником В. Лядова на многие годы стала Т. П. Николаева. Окончив с отличием консерваторию, стажировался у неё же в аспирантуре, после чего Татьяна Петровна пригласила Виктора работать ассистентом в своём классе. В. Лядов стал последним ассистентом Николаевой, с его помощью развивались таланты молодых учеников Татьяны Петровны — Н.Луганского, Ю. Богданова, А. Мордасова, Д. Нестеренко и многих других. Уже в консерваторские годы Виктор Лядов начал широкую концертную деятельность в России и за рубежом. Он имеет награды пяти международных конкурсов:
конкурса им. Роберта Шумана, Цвиккау, Германия (1989), конкурса им. Паломы О`Ши, Сантандер, Испания (1990), конкурса им. королевы Сони, Осло, Норвегия (1992), конкурса пианистов в Хамамацу, Япония (1994), конкурса им. Королевы Елизаветы, Брюссель, Бельгия (1995). Виктор Лядов гастролировал в Австрии, Бельгии, Великобритании, Германии, Испании, Литве, Норвегии, Польше, США, Югославии, Южной Корее, Эквадоре и Японии.
Им записаны компакт-диски на фирмах Pro Musica (Норвегия), Fontec (Япония), Musica Numeris (Бельгия), ALM Records (Япония), Real Sound (Италия). Кроме концертной деятельности, Виктор Лядов регулярно ведёт семинары в Австрии, Германии, Эквадоре и Японии, работал членом жюри двух первых конкурсов им. Т. П. Николаевой в Брянске (1996, 1998).
Скончался 8 сентября 2024 года в возрасте 58 лет.

## Дискография
- The Queen Sonya International Music Competition PPC 9030 1992
- The 2nd Hamamatsu International Piano Competition FOCD 9071/3 1994
- Victor LIADOV Piano recital and concerto performance ALCD-9007
- Victor LIADOV Schubert, Liszt, Peeters LIA 9501
- Victor LIADOV F.Liszt, Hungarian Rhapsodies no. 5, 6, 9, 10, 17, 18, 19. RS 051-0141